# Беспорядки в подмандатной Палестине (1933)
Палестинские беспорядки 1933 года (иврит: מאורעות תרצ"ד) были серией жестоких беспорядков в Подмандатной Палестине, как часть межобщинного конфликта в Подмандатной Палестине. Беспорядки вспыхнули 13 октября 1933 года, когда полиция разогнала запрещенную демонстрацию, организованную Арабским исполнительным комитетом. Беспорядки стали кульминацией арабского негодования по поводу еврейской миграции после того, как она достигла новых высот после возвышения нацистской Германии, а также по поводу властей Британского мандата за якобы содействие покупке евреями земли. Вторая массовая демонстрация в октябре в Яффо переросла в кровавую бойню, когда полиция открыла огонь по многотысячной толпе, убив 19 человек и ранив около 70. "Резня в Яффо", как называли это арабы, быстро спровоцировала дальнейшие беспорядки, включая недельную всеобщую забастовку и городские восстания, в результате которых полиция убила еще 7 арабов и ранила еще 130 в результате перестрелки.

## Предыстория
Межконфессиональное насилие в Подмандатной Палестине между еврейской и арабской общинами началось с сирийского кризиса 1920 года и последовавшего за ним поражения арабских сирийских националистов в франко-сирийской войне. Серьезные беспорядки вспыхнули на территории, контролируемой Великобританией, в результате франко-сирийской войны, но возвращение в Иерусалим из Дамаска непримиримых палестинских арабских националистов во главе с Хадж Амином аль-Хусейни, по существу, переместило конфликт на местные, внутриобщинные темы. Серьезные вспышки насилия последовали в 1921 и 1929 годах.
Напряженность в отношениях между евреями и арабами была вызвана конкурирующими идеологиями за право на землю Палестины. Еврейская иммиграция и землевладение увеличивались со времен Османской империи, что вызывало опасения как у палестинских христиан, так и у мусульман.

## Ход событий
События октября 1933 года состояли из пяти этапов.
- Иерусалим, 13 октября
- Яффо, 27 октября
- Хайфа, 27-28 октября
- Наблус, 27 октября
- Иерусалим, 28-29 октября

В ответ на призывы сионистов к неограниченной иммиграции и обнародование Закона об иммиграции, открывающего большие возможности, Арабский исполнительный комитет (АЕК) 8 октября призвал к всеобщей забастовке и демонстрации 13 октября. Исполняющий обязанности верховного комиссара напомнил AEC, что политические демонстрации были запрещены со времен беспорядков 1929 года, но AEC отказался отменить их. 3 октября после дневной молитвы в Иерусалиме демонстрация столкнулась с отрядом невооружённой полиции, решившей разогнать её.  толпу мусульманских женщин были брошены камни и применены дубинки. Пять полицейских и шесть демонстрантов были ранены.
АЕК счёл демонстрацию в Иерусалиме успешной и решил провести ещё одну в Яффо 27 октября. Посовещавшись с Верховным комиссаром, окружной комиссар сообщил AEC, что длительный марш не будет разрешён, и предложил вместо этого принять делегацию. Это предложение было отклонено, и демонстрация продолжилась. И полиция, и демонстранты были сбиты с толку маршрутом, по которому пройдёт марш. Некоторые демонстранты были вооружены палками и железными прутьями. Они столкнулись с кордоном из 100 невооружённых полицейских, многие из которых были верхом. В последующей схватке двое полицейских получили ножевые ранения в спину и были серьёзно ранены. В этот момент ответственный офицер Фарадей привёл 15 вооружённых полицейских, которых держали вне поля зрения, и было произведено несколько залпов. Однажды полиция "сочла необходимым" открыть огонь по кафе, из которого на них напали. В общей сложности было произведено почти 150 выстрелов, в результате которых погибли 15 демонстрантов и 39 получили ранения. Один арабский полицейский погиб, когда на него сбросили тяжёлые блоки. Шестилетний мальчик был убит шальной пулей, которая пролетела сквозь жестяную ограду.
Новости о событиях в Яффо достигли Хайфы вечером. Толпа начала забрасывать полицейских камнями, которые ответили дубинками и боевым огнём. На следующее утро они продолжились с ещё большей силой. В общей сложности четверо участников беспорядков были застрелены и 10 ранены, в то время как 16 полицейских получили ранения. В Хайфе произошло единственное нападение на евреев во время октябрьских событий: водитель и пассажиры еврейского грузовика были ранены, но их спасли другие арабы. 27-го числа также произошёл небольшой бунт в Наблусе, в ходе которого один демонстрант был убит полицейским огнём. Три отдельных спонтанных инцидента в Иерусалиме в течение следующих двух дней не привели к серьёзным жертвам
Общие потери во время этих событий составили: 1 полицейский убит и 56 ранены, 26 представителей общественности убиты и 187 ранены. Как уже упоминалось, полицейский был убит большим камнем; все люди погибли в результате огнестрельных ранений. Контингенты британских вооружённых сил находились в режиме ожидания во время беспорядков, но не участвовали в боевых действиях.
Пятнадцать руководителей беспорядков были приговорены к длительным срокам тюремного заключения, но по апелляции были освобождены под залог за примерное поведение. В отличие от предыдущих случаев серьёзных беспорядков, беспорядки не привели к приостановке еврейской иммиграции.
Для изучения событий была создана Комиссия по расследованию, хотя круг ее ведения был тщательно разработан, чтобы помешать ей расследовать политику правительства. Генеральный прокурор Палестины Гарри Трастед и бывший главный судья района поселений в Проливе сэр Джеймс Уильям Мурисон представили свой отчёт в следующем году. Высказывая мнение, что "арабская толпа в Палестине непостоянна и возбудима, а когда возбуждена, опасна", отчёт оправдывал поведение полиции во всех отношениях.

## Последствия
Беспорядки в Палестине 1933 года были прелюдией к арабскому восстанию 1936-1939 годов в Палестине, в ходе которого арабская община Подмандатной Палестины при поддержке иностранных арабских добровольцев устроила массовое восстание против британских властей, также направленное против палестинской еврейской общины

## См.также
- Беспорядки в подмандатной Палестине (1929)
- Арабское восстание (1936—1939)
- Беспорядки в подмандатной Палестине (1920)